# Nexen
Nexen Energy ULC (tidigare Canadian Occidental Petroleum Ltd. (CanOxy) och Nexen Inc.), är en kanadensisk petroleum- och naturgasbolag som utvinner petroleum och naturgas från konventionella källor i nordsjön, västafrika och djuphavsborrning i mexikanska golfen samt från okonventionella källor som oljesand och skiffergas i västra Kanada.
Nexen grundades 1971 som Canadian Occidental Petroleum Ltd. och var ett dotterbolag till amerikanska multinationella petroleum- och naturgasbolaget Occidental Petroleum Corporation. 2000 valde Occidental Petroleum att knoppa av företaget i förmån för att bli en självständig aktör och därmed döptes det om till Nexen Inc. Den 25 februari 2013 blev det klart att den kinesiska petroleum- och naturgasbolaget CNOOC Limited hade förvärvat Nexen för $15,1 miljarder.